# Villa Émile-Meyer
La villa Émile-Meyer est une voie du 16e arrondissement de Paris, en France.

## Situation et accès

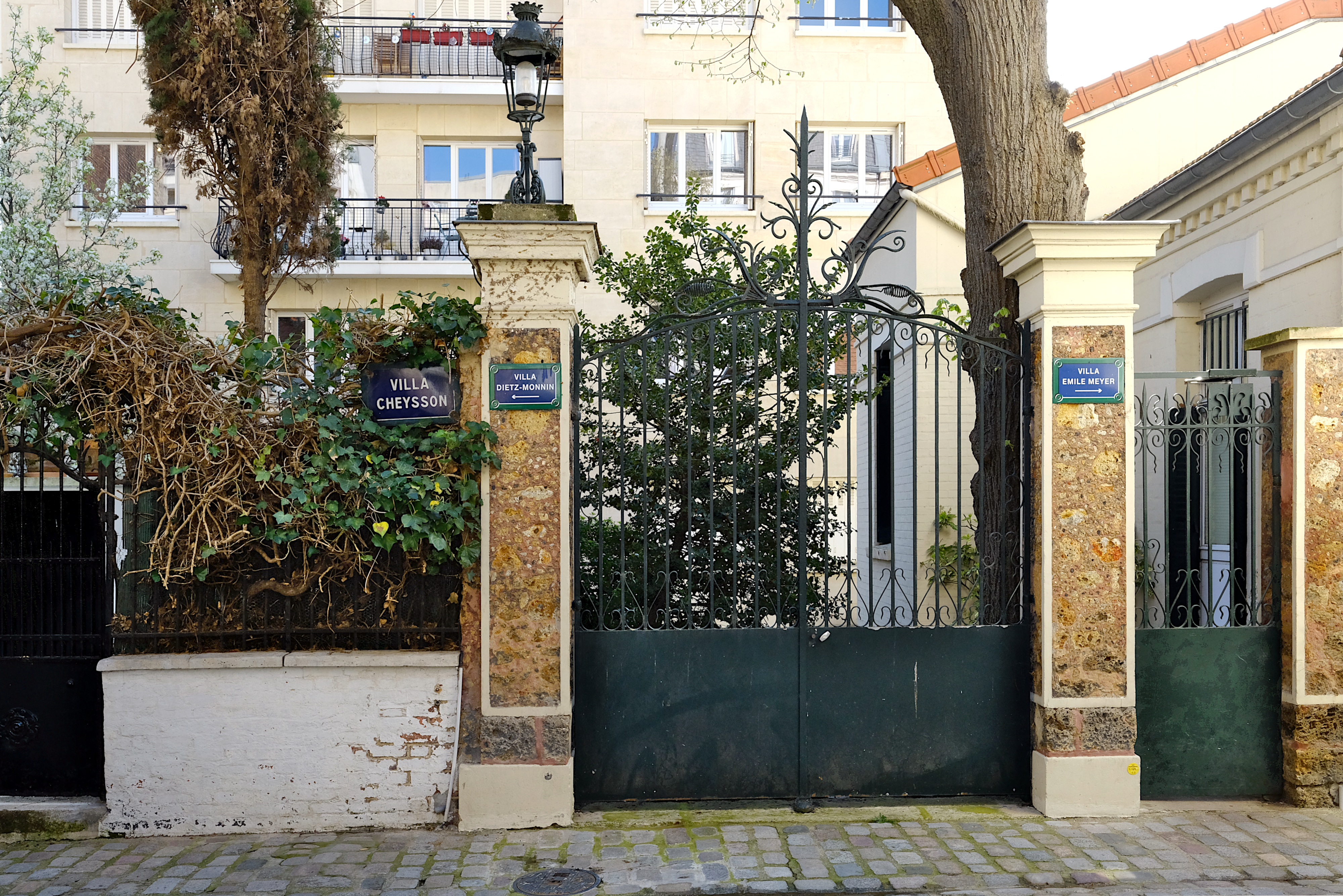
Villas Cheyson, Dietz-Monnin et Émile-Myer à l'intérieur d'une résidence fermée du 16e arrondissement.

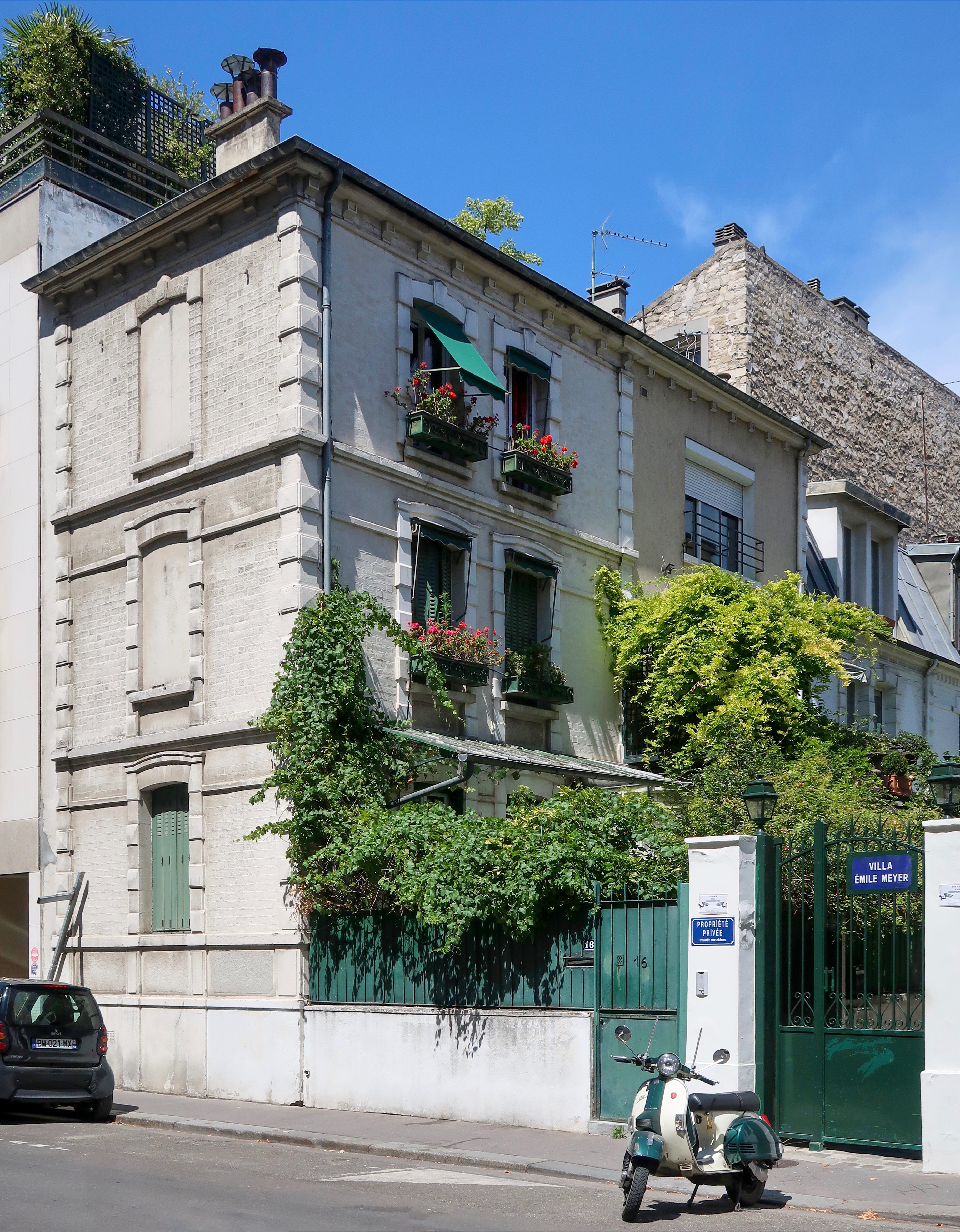
Autre vue de l'entrée.

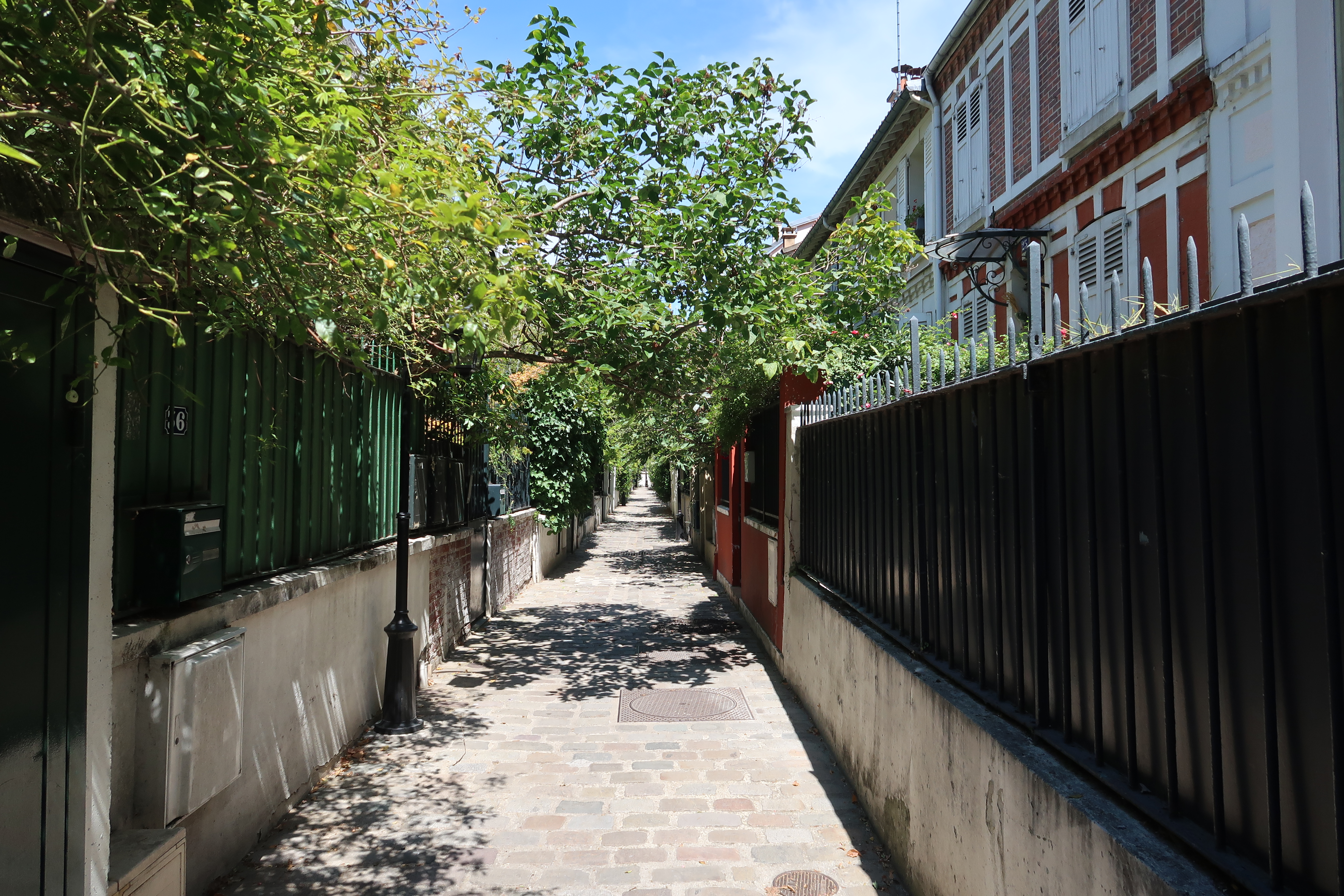
Derrière la grille.

La villa Émile-Meyer est une voie privée, comprise dans la villa Mulhouse, située dans le 16e arrondissement de Paris. Elle débute villa Cheysson et se termine au 14, rue Parent-de-Rosan.

## Origine du nom
Cette voie est nommée d'après le nom du propriétaire des terrains sur lesquels elle a été ouverte.

## Historique
Cette voie ouverte en 1887 sous le nom de « passage Émile-Meyer » prend sa dénomination actuelle en 1937.

## Bâtiments remarquables et lieux de mémoire
- Villa Mulhouse